# Renosterveld

Het oorspronkelijke gebied waar Renosterveldvegetatie gevonden werd

Onder Renosterveld (letterlijk "neushoornveld") wordt de vegetatie en plantengemeenschap verstaan die typerend is voor een bepaalde streek in het Overberg-gebied van de provincie West-Kaap van Zuid-Afrika.

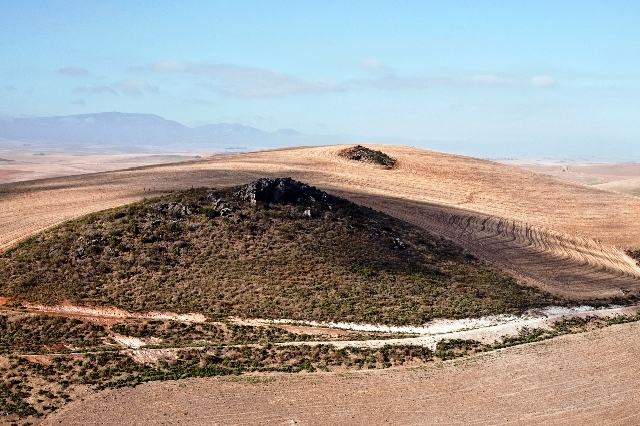
Vaak vormt de vegetatie nu eilandjes tussen de bebouwde akkers

De plantengemeenschap is onderdeel van het Floraregio van de Kaap die bekend staat om zijn soortenrijkdom en het grote aantal endemische soorten. Van het oorspronkelijke gebied is echter maar een paar procent (ca. 5%) nog in de oorspronkelijke staat, omdat het gebied voor landbouwdoeleinden ontgonnen is. Pogingen worden nu in het werk gesteld om de restanten zo goed mogelijk te beschermen. Het oorspronkelijke renosterveld dankt zijn naam aan de grote aantallen neushoorns die hier ooit samen met een enorme variëteit andere grote wildsoorten voorkwamen. Daaronder waren ook de blauwbok en de quagga die geheel uitgeroeid zijn en soorten als de bergkwagga en de bontebok die later op het nippertje gered zijn.
De term renosterveld wordt soms ook gebruikt voor een vegetatietype aan de westkust van de West-Kaap (het Swartland) maar de verschillen in vegetatie zijn vrij groot. De streek aan de zuidkust is vruchtbaarder en ontvangt meer zomerregens, vooral in het oostelijke deel ervan. Dit bevordert de groei van voor grazers eetbare C4-grassen zoals Themeda soorten.

## De vegetatie

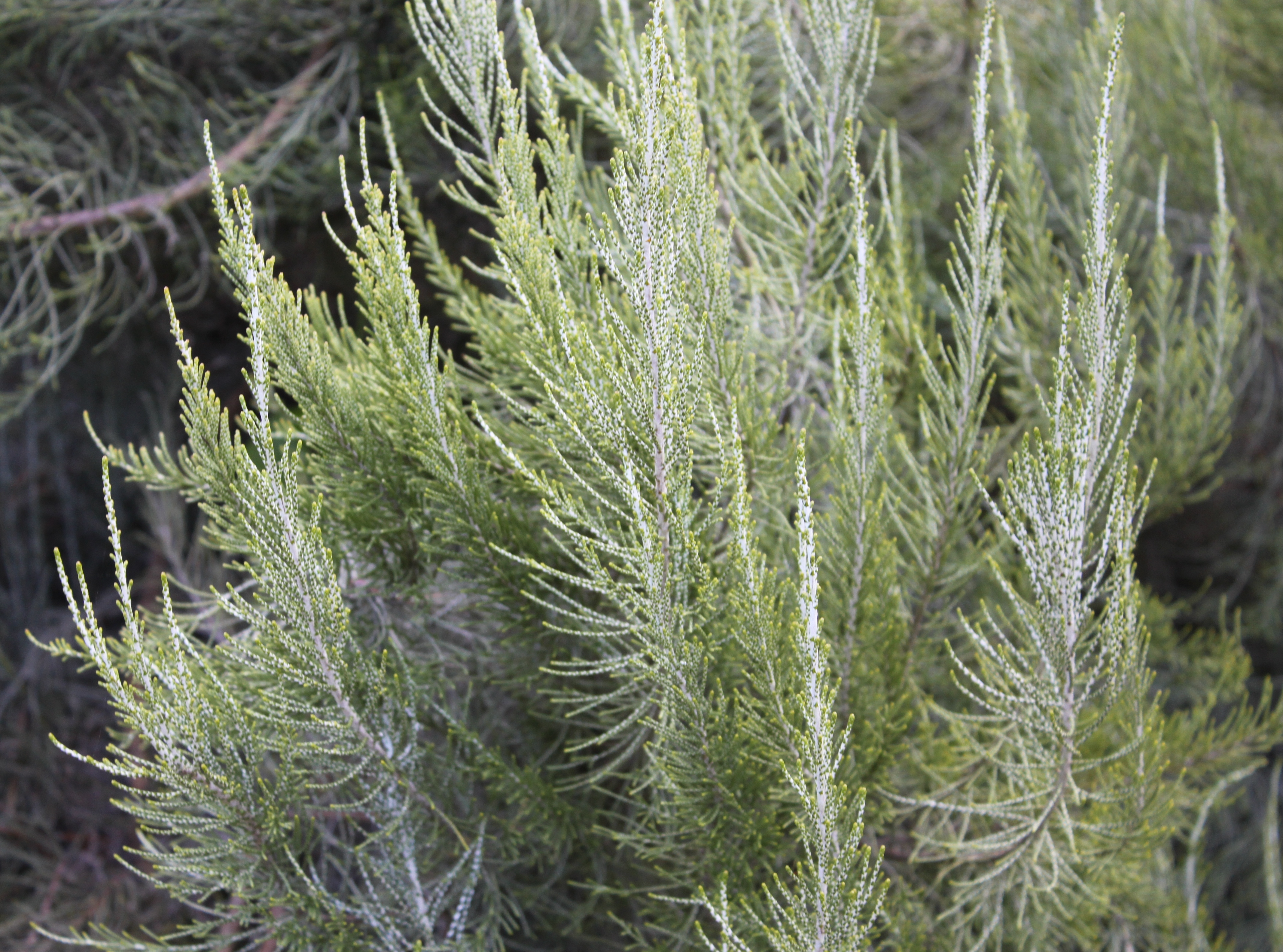
De renosterbos Elytropappus rhinocerotis die hier veel voorkomt

De naam renosterveld wordt soms ook verklaard door te wijzen naar de vrij grauwe aanblik die de vegetatie op het eerste gezicht geeft. Zo grauw als neushoornhuid. Die aanblik is echter erg bedrieglijk omdat de indruk snel ontstaat dat er maar een paar soorten Asteraceae-struiken (vooral Elytropappus en Metalasia) zouden groeien. Soms lijkt het zelfs of er alleen renosterbosstruiken (Elytropappus rhinocerotis) staan.  Niets is minder waar. De verscheidenheid aan plantensoorten is nog groter dan in het belendende fynbos. Er zijn bijvoorbeeld veel bolgewassen zoals Moraea of Gladiolus soorten. Veel daarvan zijn met uitsterven bedreigd.

## Het juiste beheer
Omdat er nog maar weinig renosterveld over is en de fauna van grote herbivoren verdwenen is, is er veel discussie over hoe renosterbos er nu oorspronkelijk uitgezien heeft. Was het nu een grasland met struikgewas or was nu andersom? Welke rol speelden de Khoikhoi daarin? Er is bekend dat zij opzettelijk banden stichtten om beter grasland te verkrijgen. Staat er nu te veel renosterbos? Moet dit tegengegaan worden? Pogingen tot natuurbescherming of -herstel zijn erg recent. De stichting van de Overberg Lowlands Conservation Trust dateert van april 2012. De discussie over de oorspronkelijke toestand is belangrijk voor het ontwikkelen van een toepasselijk beleid.
Veel voorkomende planten:
C4-grassen: Themeda triandra, Cymbopogon marginatus
C3-grassen: Ehrharta clycina, Pentaschistis eriostoma, Merxmuellera stricta
Asteraceae-stuikgewas: Elytropappus sp., Metalasia sp.